# Sweetia
Sweetia là một chi thực vật có hoa thuộc họ Fabaceae. Nó thuộc phân họ Faboideae.

## Danh sách loài
- Sweetia atrata Mohlenbr.
- Sweetia fruticosa Spreng.